# Rimouski-Neigette
A Regionalidade Municipal do Condado de Rimouski-Neigette está situada na região de Bas-Saint-Laurent na província canadense de Quebec. Com uma área de mais de dois mil quilómetros quadrados, tem, segundo o censo de 2006, uma população de cerca de cinquenta mil pessoas sendo comandada pela cidade de Rimouski. Ela é composta por 10 municipalidades: 1 cidade, 1 município, 7 freguesias e 1 território não organizado.

## Municipalidades

### Cidade
- Rimouski

### Município
- Esprit-Saint

### Freguesias
- La Trinité-des-Monts
- Saint-Anaclet-de-Lessard
- Saint-Eugène-de-Ladrière
- Saint-Fabien
- Saint-Marcellin
- Saint-Narcisse-de-Rimouski
- Saint-Valérien

### Território não organizado
- Lac-Huron